# Château de Bazougers
Le château de Bazougers était un château situé à Bazougers. Il n'existe plus que l'emplacement du château. C'était une des dix châtellenies du comté de Laval. Il s'agissait d'un château médiéval en terre comprenant une vaste basse-cour et une motte féodale qui est conservée. Le château et la châtellenie de Bazougers est dans la famille Chamaillard à partir de 1259 puis dans celle des comtes d’Alençon dès 1371, arrive à la famille de Laval en 1440 lorsqu’Anne de Laval opère sur la châtellenie le retrait féodal qui permet à son fils puîné, André, d’en prendre possession.

## Histoire
Il a été fondé par Hamelin d'Anthenaise vers 1080. Bazougers est détenu dès 1371 par les comtes d’Alençon mais n'y vivent pas. En 1413, le seigneur de Bazougers exige de Jean de la Bozée la garde audit chastel quan besoing est d’un homme à cheval et o armé et qu’il ne partira dudit chastel pour aller en guerre
Jean d'Alençon vend la châtellenie en 1441 pour 8000 écus d’or à Olivier de Feschal, chevalier et seigneur de Marboué.
Lors de la guerre de Cent Ans, en 1429, le château de Bazougers est assiégé lors d'une attaque des Anglais pendant que les seigneurs de Laval suivent à l'armée du roi Charles VII. Les Anglais, sous les ordres du comte d'Arundel, lieutenant-général du roi Henri VI, prennent le château de Bazougers qui est livré au pillage. D'Arundel, voyant qu'il ne pourrait le garder longtemps, car il était obligé de joindre l'armée du duc de Bedford, le fait raser. L'occupation du comté de Laval par les Anglais se poursuit jusqu'en 1449.